# Consejo de la Juventud de Béjar
El Consejo de la Juventud de Béjar es la entidad interlocutora de los jóvenes, que aglutina a Asociaciones Juveniles de la localidad de Béjar, (Salamanca, España).
El Consejo posee una posición de independencia frente a las diversas tendencias políticas, aunque todas ellas tienen cabida dentro de nuestro día a día. La labor del Consejo es la de pronunciarse en todos aquellos temas que afecten a nuestros jóvenes, proponiendo soluciones y alternativas a los problemas que puedan suscitarse.

## Historia.
Se crea en el año 1995, al amparo del artículo 22 de la Constitución Española que reconoce el derecho de asociación y de sus propios Estatutos y Reglamento de Régimen Interno.
En sus inicios, fue fundada por 7 de las Asociaciones Juveniles que la integran (C.P.N. El Tomillar de los Ocupas, A.J. NuRuBeR, Nuevas Generaciones del Partido Popular, U.J.C.E., A.J. Minerva, A.J. Peña la Plaza, A.J. Vetorum); pero en la actualidad está formado por 22 Asociaciones de carácter muy diverso: deportes, nuevas tecnologías, medios de comunicación, ocio y tiempo libre, rol, salud, política, música, entre otros.

## Objetivos.
El Consejo de la Juventud de Béjar, CJB, tiene dos fines principales:
- Apoyar la labor de sus socios, prestando apoyo en todo aquello que necesiten.
- Ser el interlocutor válido entre los jóvenes y las Administraciones Públicas.

## Asociaciones Juveniles Miembro.
- A.B.J. Tó.
- Asociación en Defensa de la Música Alternativa.
- A.J. Bejaragüi.
- ASAJAM.
- Centauro.
- C.P.N. Alagón.
- C.P.N. El Tomillar de los Ocupas.
- Cruz Roja Juventud.
- EE.II.
- Juventudes Socialistas de España.
- Konstrictor.
- Minerva.
- Músicos en la calle.
- Nuevas Generaciones del Partido Popular.
- Nueva Presencia Joven.
- NuRuBeR.
- Oasis.
- Partenair Teatro.
- Peña la Plaza.
- Tempore.
- U.J.C.E.
- Vetorum.
- Asociación Juvenil Tecnova
- Asociación Juvenil Winsseftchaft
- Asociación Juvenil Amimo
- Asociación Juvenil Abejarock

## Organización y Funcionamiento.
El órgano supremo del Consejo de la Juventud es la Asamblea General; en la que están representadas todas las Asociaciones Juveniles. En ella, se toman las decisiones de dirección y ejecución más importantes. 
Así mismo, esta Asamblea General delega las funciones de gobierno diarias en un órgano colegiado, llamado Comisión Permanente; formado por presidencia, vicepresidencia, secretaría, tesorería y las vocalías.
Cada vocalía se encarga de un área de trabajo determinada. Así:
- Vocalía de Talleres:
- Vocalía de Calidad de Vida
- Vocalía de Medio Natural

## Convenios de Colaboración.
El Consejo de la Juventud de Béjar, en virtud del artículo 48 de la Constitución Española, tiene en la actualidad suscritos Convenios de Colaboración con la Excma. Diputación de Salamanca y el Excmo. Ayuntamiento de Béjar.

## Otros datos de interés.
El Consejo de la Juventud de Béjar es miembro del Consejo de la Juventud de Castilla y León y de la Red Estatal de Consejos Locales de la Juventud.